# Damien Catalogne
Pour les articles homonymes, voir Catalogne.
Damien Catalogne est un homme politique français né le 27 septembre 1856 à Arzacq (Pyrénées-Atlantiques) et décédé le 7 octobre 1934 à Arzacq.

## Biographie
Après des études de droit à Toulouse, Catalogne plaide quelques années au barreau de Pau puis acquiert une charge d'avoué dans cette ville. Il est élu maire de sa commune natale en 1888, et conseiller général en 1892. Il se présente ensuite aux élections législatives et est élu député d'Orthez de 1902 à 1906, puis sénateur des Basses-Pyrénées de 1906 à 1934. Il siège à l'Union démocratique puis à la gauche démocratique.
Il meurt d'une attaque d'apoplexie au cours d'une réunion électorale pour le renouvellement du mandat de conseiller général qu'il détenait.